# Cymothoa curta
Cymothoa curta är en kräftdjursart som beskrevs av Jørgen Matthias Christian Schiødte och Frederik Vilhelm August Meinert 1884. Cymothoa curta ingår i släktet Cymothoa och familjen Cymothoidae. Inga underarter finns listade i Catalogue of Life.